# عبد القادر حسين (ممثل)
عبد القادر حسين ممثل مصري  ظهر في منتصف الخمسينيات وحتى منتصف السبعينيات بشعر أبيض ولحية بيضاء في أغلب الأوقات، ويؤدى دور حامل البخور أو دور المجذوب في كل أفلامه. استمر مشواره الفني بين عامي 1945 إلى 1975 وحصيلته 36 عملاً بين السينما والتلفزيون.

## أهم أعماله
- فيلم «بنت اسمها محمود» للمخرج نيازي مصطفى عام 1975[6]
- فيلم «صغيرة على الحب» للمخرج نيازي مصطفى عام 1966[7]
- فيلم «سر طاقية الإخفاء» للمخرج نيازي مصطفى عام 1959[8]
- فيلم «الصبر طيب» للمخرج حسين فوزي عام 1945[9]

## وصلات خارجية
https://elcinema.com/person/1062034 عبد القادر حسين
https://dhliz.com/artist/Uggm3Z-RzJc/ عبد القادر حسين
https://karohat.com/Person/08f9f0b9-3a3b-40fe-a2b5-efc1fdfd90de عبد القادر حسين